# William Webb (boxeador)
William "Wally" Webb (n. 19 de noviembre de 1882– f. 19??) fue un boxeador británico. Obtuvo una medalla de bronce en la categoría de peso gallo durante los Juegos Olímpicos de Londres 1908.